# كارل غوستاف شميت
كارل غوستاف شميت (بالإنجليزية: Carl Gustav Schmitt)‏ هو موزع وملحن نيوزلندي، ولد في 1834 في فرانكفورت في ألمانيا، وتوفي في 22 مارس 1900.

## وصلات خارجية
- كارل غوستاف شميت على موقع ميوزك برينز (الإنجليزية)